# Goblin Market and Other Poems
Goblin Market and Other Poems was Christina Rossetti's eerste dichtbundel, gepubliceerd in 1862. Aan het gedicht Goblin Market zijn vooral seksuele, gender- en religieuze interpretaties gegeven.
De bundel bevat behalve het bekende "Goblin Market" ook andere gedichten zoals "Up-hill", "The Convent Threshold" en "Maude Clare". Het gedicht "In the Round Tower at Jhansi, 8 June 1857", waarin een Britse legerofficier zijn vrouw en zichzelf doodt om niet in handen te vallen van de rebellerende sepoys en een schandelijke dood te moeten ondergaan, herdenkt het bloedbad van Jhokan Bagh in Jhansi.
Come buy," call the goblins

Hobbling down the glen.

"Oh," cried Lizzie, "Laura, Laura,

You should not peep at goblin men.
"Goblin Market" bestaat uit 567 onregelmatig rijmende versregels en vertelt het verhaal van Laura, die bezwijkt voor de verleiding van de goblins (kobolden) en de vrucht eet die ze verkopen. Het probleem met goblinfruit is dat degenen die ervan hebben geproefd alleen maar willen wat ze nooit zullen krijgen, en verkommeren en sterven terwijl ze dromen van meloenen. Lizzie gaat naar de goblins om meer van het fruit te halen voor haar zuster, maar de goblinmannen willen haar dwingen om er ook van te eten en steken het in haar mond. Lizzie weerstaat echter de verleiding en loopt druipend van het sap en de pulp naar huis. Vervolgens kust Laura haar, en smaakt de sappen in haar mond. De vruchten die Laura ooit hebben vergiftigd, bewerkstelligen nu haar genezing. Hun overwinning verdrijft de goblins uit de vallei.